# XO-5 b
XO-5 b — экзопланета на расстоянии 831 светового года от Земли, в созвездии Рыси. Планета была найдена транзитным методом в мае 2008 года. Имеет массу 1,15 MJ и радиус 1,15 RJ, что делает плотность планеты идентичной плотности воды (1000 кг/м³). Планета относится к классу горячих юпитеров.
Время оборота вокруг звезды составляет 4,188 дней (100,5 часов) на расстоянии 7,6 млн километров. Орбита имеет форму близкую к круговой (эксцентриситет — 0,0029).